# Cadillon
Cadillon (en béarnais Cadilhon ou Cadilhoû) est une commune française, située dans le département des Pyrénées-Atlantiques en région Nouvelle-Aquitaine.

## Géographie

### Localisation
La commune de Cadillon se trouve dans le département des Pyrénées-Atlantiques, en région Nouvelle-Aquitaine.
Elle se situe à 41 km par la route de Pau, préfecture du département, et à 38 km de Serres-Castet, bureau centralisateur du canton des Terres des Luys et Coteaux du Vic-Bilh dont dépend la commune depuis 2015 pour les élections départementales.
La commune fait en outre partie du bassin de vie de Lembeye.
Les communes les plus proches sont : 
Aurions-Idernes (1,9 km), Saint-Jean-Poudge (2,2 km), Conchez-de-Béarn (2,3 km), Vialer (3,1 km), Mont-Disse (3,4 km), Tadousse-Ussau (3,4 km), Arrosès (4,0 km), Diusse (4,1 km).
Sur le plan historique et culturel, Cadillon fait partie de la province du Béarn, qui fut également un État et qui présente une unité historique et culturelle à laquelle s’oppose une diversité frappante de paysages au relief tourmenté.

### Communes limitrophes
Les communes limitrophes sont  Arricau-Bordes, Aurions-Idernes, Conchez-de-Béarn, Mont-Disse, Saint-Jean-Poudge et Vialer.
|                   | Conchez-de-Béarn | Mont-Disse      |
| Saint-Jean-Poudge | Cadillon         | Aurions-Idernes |
| Vialer            | Arricau-Bordes   |                 |

### Hydrographie

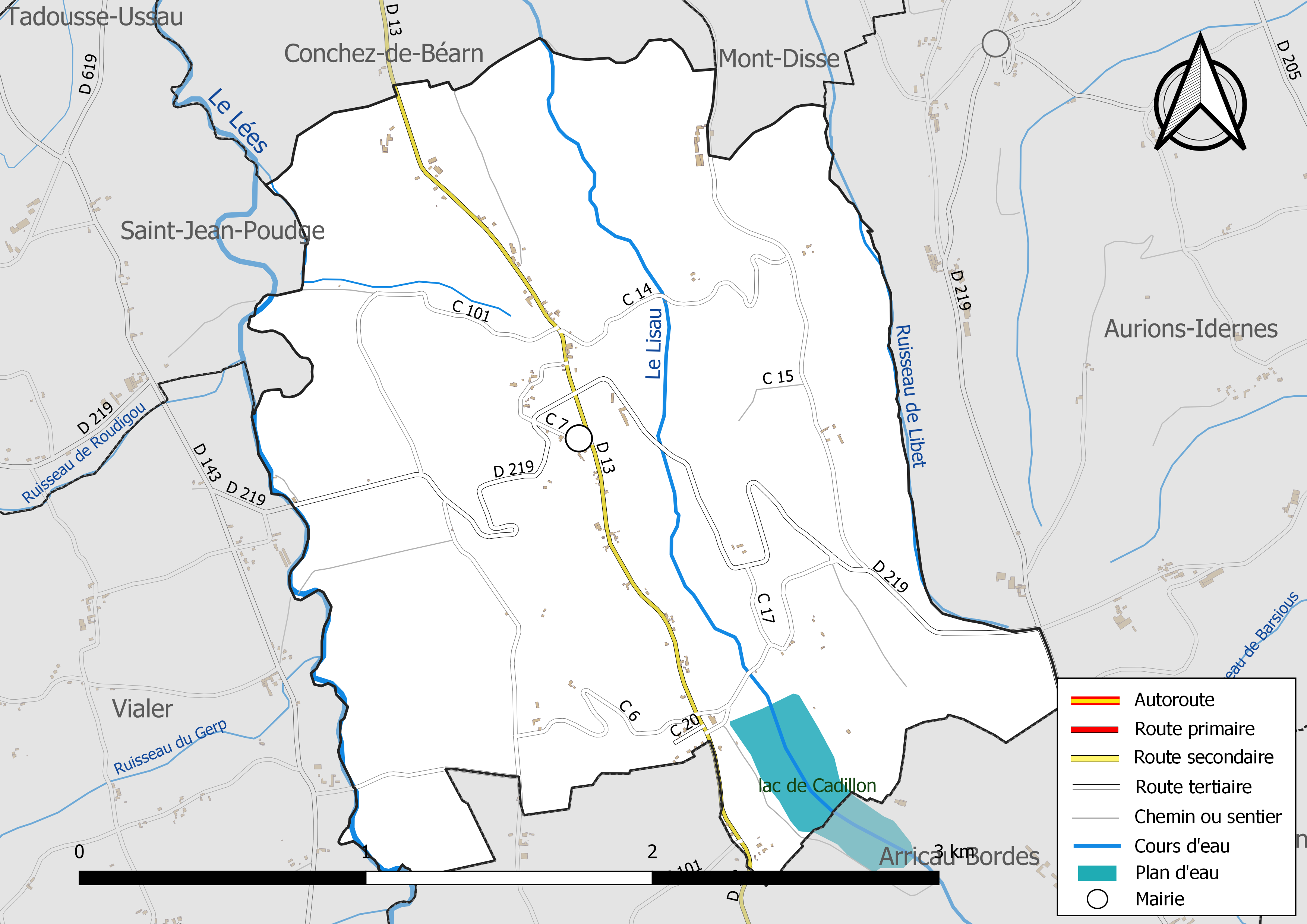
Réseaux hydrographique et routier de Cadillon.

La commune est drainée par le Léez, le Lisau, le ruisseau de Libet, le ruisseau du Gerp et par divers petits cours d'eau, constituant un réseau hydrographique de 6 km de longueur totale,.
Le Léez (56 km) prend sa source dans la commune de Gardères, s'écoule du sud vers le nord et longe le territoire communal dans sa partie ouest, constituant la limite communale avec Vialer. Il se jette dans l'Adour à Barcelonne-du-Gers, après avoir traversé 31 communes.
Le Lisau, d'une longueur totale de 13,3 km, prend sa source dans la commune d'Escurès et s'écoule du sud vers le nord. Il traverse la commune et se jette dans le Larcis à Aubous, après avoir traversé 7 communes.

### Climat
Pour des articles plus généraux, voir Climat de la Nouvelle-Aquitaine et Climat des Pyrénées-Atlantiques.
Historiquement, la commune est exposée à un climat océanique aquitain.  
En 2020, Météo-France publie une typologie des climats de la France métropolitaine dans laquelle la commune est dans une zone de transition entre le climat océanique altéré et le climat de montagne et est dans la région climatique Aquitaine, Gascogne, caractérisée par une pluviométrie abondante au printemps, modérée en automne, un faible ensoleillement au printemps, un été chaud (19,5 °C), des vents faibles, des brouillards fréquents en automne et en hiver et des orages fréquents en été (15 à 20 jours).
Pour la période 1971-2000, la température annuelle moyenne est de 13,2 °C, avec une amplitude thermique annuelle de 14,6 °C. Le cumul annuel moyen de précipitations est de 1 071 mm, avec 11,4 jours de précipitations en janvier et 7,9 jours en juillet. Pour la période 1991-2020, la température moyenne annuelle observée sur la station météorologique la plus proche, située sur la commune de Mont-Disse à 3 km à vol d'oiseau, est de 13,9 °C et le cumul annuel moyen de précipitations est de 1 010,8 mm,. Pour l'avenir, les paramètres climatiques de la commune estimés pour 2050 selon différents scénarios d'émission de gaz à effet de serre sont consultables sur un site dédié publié par Météo-France en novembre 2022.

### Milieux naturels et biodiversité

#### Espaces protégés
La protection réglementaire est le mode d’intervention le plus fort pour préserver des espaces naturels remarquables et leur biodiversité associée,.
Un  espace protégé est présent sur la commune : 
le « coteau de Lembeye », un terrain acquis (ou assimilé) par un conservatoire d'espaces naturels,, d'une superficie de 97,5 ha.

#### Réseau Natura 2000
Le réseau Natura 2000 est un réseau écologique européen de sites naturels d'intérêt écologique élaboré à partir des Directives « Habitats » et « Oiseaux », constitué de zones spéciales de conservation (ZSC) et de zones de protection spéciale (ZPS).
Un site Natura 2000 a été défini sur la commune au titre de la « directive Habitats » : les « coteaux de Castetpugon, de Cadillon et de Lembeye », d'une superficie de 220 ha, présentant des pelouses calcaires riches en orchidées et autres plantes rares régionalement, globalement bien conservées,.

#### Zones naturelles d'intérêt écologique, faunistique et floristique
L’inventaire des zones naturelles d'intérêt écologique, faunistique et floristique (ZNIEFF) a pour objectif de réaliser une couverture des zones les plus intéressantes sur le plan écologique, essentiellement dans la perspective d’améliorer la connaissance du patrimoine naturel national et de fournir aux différents décideurs un outil d’aide à la prise en compte de l’environnement dans l’aménagement du territoire.
Une ZNIEFF de type 1 est recensée sur la commune, : 
les « pelouses à orchidées de Burosse-Mendousse, Castetpugon, Cadillon et Castillon » (86,99 ha), couvrant 6 communes du département et une ZNIEFF de type 2,, : 
les « coteaux calcaires du Béarn » (461,36 ha), couvrant 20 communes du département.

## Urbanisme

### Typologie
Au 1er janvier 2024, Cadillon est catégorisée commune rurale à habitat très dispersé, selon la nouvelle grille communale de densité à sept niveaux définie par l'Insee en 2022.
Elle est située hors unité urbaine. Par ailleurs la commune fait partie de l'aire d'attraction de Pau, dont elle est une commune de la couronne,. Cette aire, qui regroupe 227 communes, est catégorisée dans les aires de 200 000 à moins de 700 000 habitants,.

### Occupation des sols

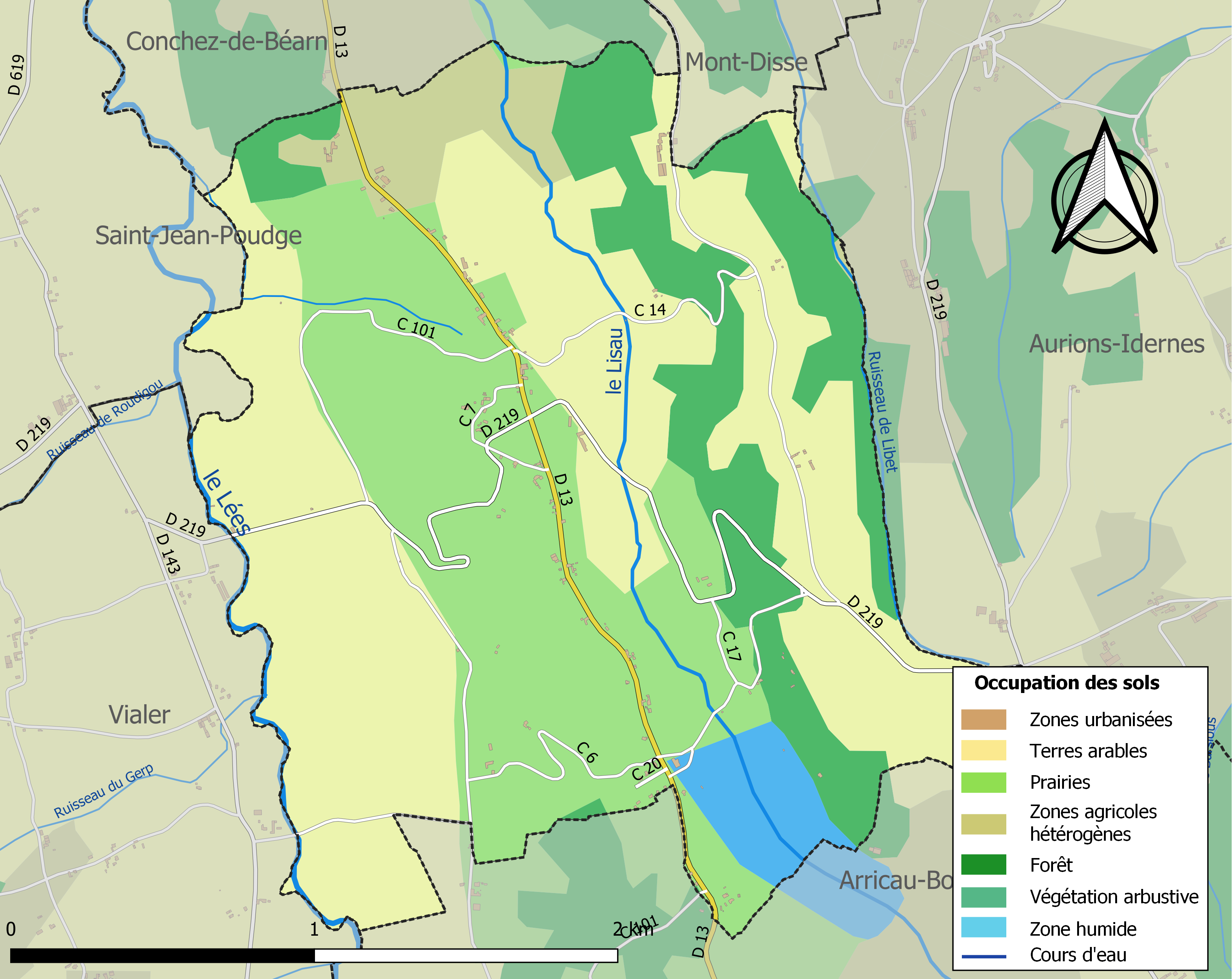
Carte des infrastructures et de l'occupation des sols de la commune en 2018 (CLC).

L'occupation des sols de la commune, telle qu'elle ressort de la base de données européenne d’occupation biophysique des sols Corine Land Cover (CLC), est marquée par l'importance des territoires agricoles (81,3 % en 2018), une proportion sensiblement équivalente à celle de 1990 (81,1 %). La répartition détaillée en 2018 est la suivante : 
terres arables (44,5 %), prairies (31,9 %), forêts (15,5 %), zones agricoles hétérogènes (4,9 %), eaux continentales (3,1 %). L'évolution de l’occupation des sols de la commune et de ses infrastructures peut être observée sur les différentes représentations cartographiques du territoire : la carte de Cassini (XVIIIe siècle), la carte d'état-major (1820-1866) et les cartes ou photos aériennes de l'IGN pour la période actuelle (1950 à aujourd'hui).

### Lieux-dits et hameaux
- Lèze ;
- Lizo.

### Voies de communication et transports
La commune est desservie par les routes départementales 13 et 219.

### Risques majeurs
Le territoire de la commune de Cadillon est vulnérable à différents aléas naturels : météorologiques (tempête, orage, neige, grand froid, canicule ou sécheresse), inondations et séisme (sismicité modérée). Il est également exposé à deux risques technologiques,  le transport de matières dangereuses et la rupture d'un barrage, et à un risque particulier : le risque de radon. Un site publié par le BRGM permet d'évaluer simplement et rapidement les risques d'un bien localisé soit par son adresse soit par le numéro de sa parcelle.

#### Risques naturels
Certaines parties du territoire communal sont susceptibles d’être affectées par le risque d’inondation par une crue à  débordement lent de cours d'eau, notamment le Léez et le Lisau. La commune a été reconnue en état de catastrophe naturelle au titre des dommages causés par les inondations et coulées de boue survenues en 1982, 2009, 2018 et 2021,.

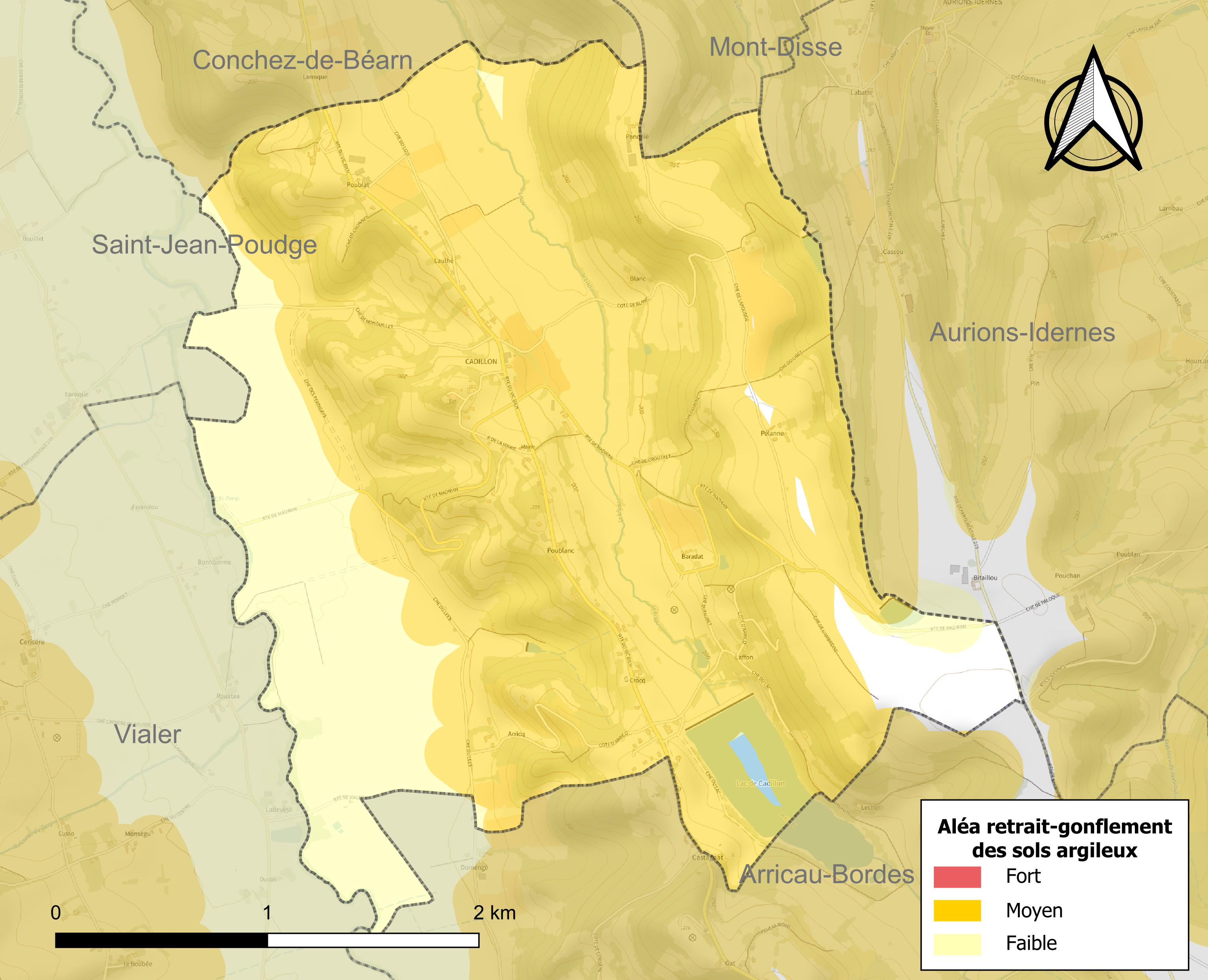
Carte des zones d'aléa retrait-gonflement des sols argileux de Cadillon.

Le retrait-gonflement des sols argileux est susceptible d'engendrer des dommages importants aux bâtiments en cas d’alternance de périodes de sécheresse et de pluie. 79,8 % de la superficie communale est en aléa moyen ou fort (59 % au niveau départemental et 48,5 % au niveau national). Depuis le 1er octobre 2020, en application de la loi ELAN, différentes contraintes s'imposent aux vendeurs, maîtres d'ouvrages ou constructeurs de biens situés dans une zone classée en aléa moyen ou fort,.

#### Risque technologique
La commune est en outre située en aval de barrages de classe A. À ce titre elle est susceptible d’être touchée par l’onde de submersion consécutive à la rupture de cet ouvrage.

#### Risque particulier
Dans plusieurs parties du territoire national, le radon, accumulé dans certains logements ou autres locaux, peut constituer une source significative d’exposition de la population aux rayonnements ionisants. Selon la classification de 2018, la commune de Cadillon est classée en zone 2, à savoir zone à potentiel radon faible mais sur lesquelles des facteurs géologiques particuliers peuvent faciliter le transfert du radon vers les bâtiments.

## Toponymie
Le toponyme Cadillon apparaît sous les formes 
Castrum Cadelionense (XIe siècle, cartulaire de l'abbaye de Saint-Pé), 
Cadelho (1104, cartulaire de Lescar), 
Cadelo (1131, cartulaire de Morlaàs), 
Cadelon (1170, titres de Barcelone), 
Cadellio (1344, titres de Béarn), 
Cadalhoo et Cadelhoo (respectivement 1385 et 1402, censier de Béarn) et 
Cadilhon (1736, dénombrement de Conchez).
Son nom béarnais est Cadilhon ou Cadilhoû.

## Histoire
Des seigneurs y sont mentionnés tout le long du XIIe siècle.
Paul Raymond note qu'en 1385, Cadillon dépendait du bailliage de Lembeye et comptait dix-huit feux. Le fief de la commune était vassal de la vicomté de Béarn.
Le château de Cadillon est signalé au XIe siècle sur l'emplacement de l'église actuelle. En 1647 est mentionnée une maison habitable, sol et basse-cour appelée la maison du seigneur de Cadillon. Ce château disparu aujourd'hui apparaît sur le cadastre de 1829.

### La bataille de Cadillon

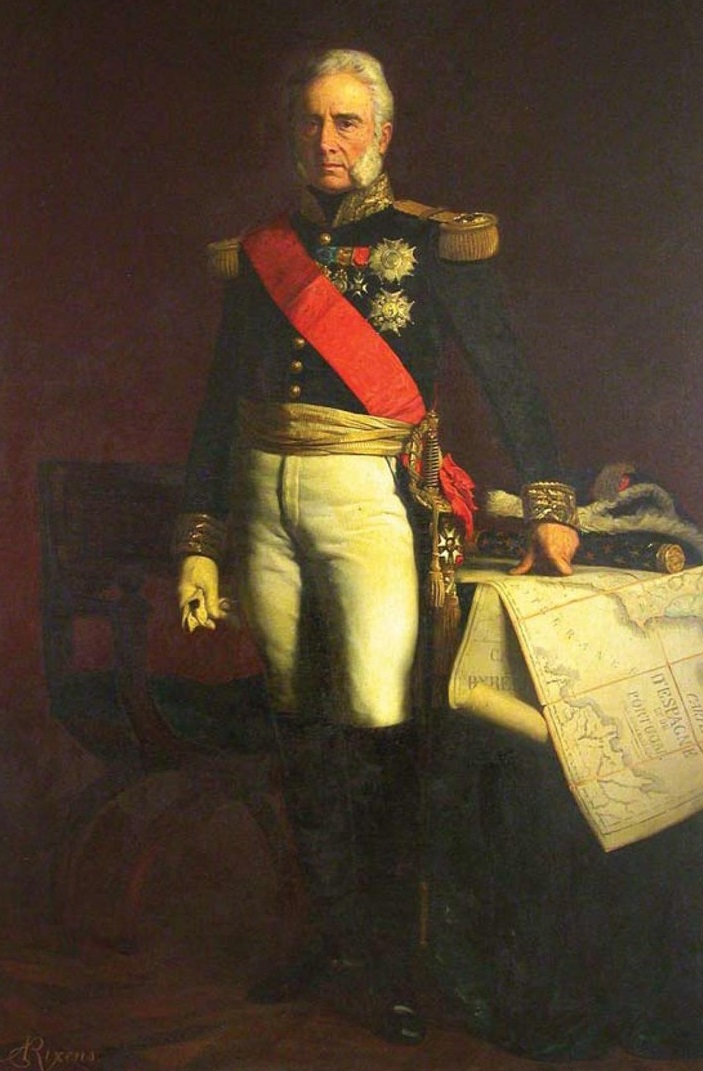
Le général Jean Isidore Harispe, vainqueur de la bataille de Cadillon.

Lors de la campagne de France, la commune est le site d'un coup de main victorieux du général Harispe contre les troupes du duc de Wellington,.
Apprenant que les troupes britanniques faisaient confortablement relâche à Cadillon, Harispe, alors replié à Aire sur l'Adour, rassemble 600 hommes pour un coup de main. Descendant sur une vingtaine de kilomètres ce qui est devenu la route départementale 13, ils surprennent de nuit les troupes anglaises qui bivouaquent sur les contreforts du château de Cadillon, et mettent à sac leur campement.
Le bicentenaire de la bataille est commémoré en 2014, avec une reconstitution sur site.

## Politique et administration
| Période                                  | Période  | Identité                   | Étiquette | Qualité       |
| ---------------------------------------- | -------- | -------------------------- | --------- | ------------- |
| 1995                                     | 2020     | Charles Murillo            | DVG       | Fonctionnaire |
| 2020                                     | En cours | Xavier Legrand-Ferronnière | SE        |               |
| Les données manquantes sont à compléter. |          |                            |           |               |

### Intercommunalité
Cadillon fait partie de cinq structures intercommunales :
- la communauté de communes du Nord-Est Béarn ;
- le SIVU de la voirie du canton de Lembeye ;
- le syndicat d’énergie des Pyrénées-Atlantiques ;
- le syndicat d’irrigation de la vallée des Lées ;
- le syndicat intercommunal d’alimentation en eau potable Luy - Gabas - Lées.

Cadillon accueille le siège du syndicat d'irrigation de la vallée des Lées.

## Population et société

### Démographie
L'évolution du nombre d'habitants est connue à travers les recensements de la population effectués dans la commune depuis 1793. Pour les communes de moins de 10 000 habitants, une enquête de recensement portant sur toute la population est réalisée tous les cinq ans, les populations de référence des années intermédiaires étant quant à elles estimées par interpolation ou extrapolation. Pour la commune, le premier recensement exhaustif entrant dans le cadre du nouveau dispositif a été réalisé en 2007.

En 2022, la commune comptait 103 habitants, en évolution de −3,74 % par rapport à 2016 (Pyrénées-Atlantiques : +3,78 %, France hors Mayotte : +2,11 %).
| 1793 | 1800 | 1806 | 1821 | 1831 | 1836 | 1841 | 1846 | 1851 |
| ---- | ---- | ---- | ---- | ---- | ---- | ---- | ---- | ---- |
| 215  | 222  | 275  | 299  | 357  | 361  | 384  | 479  | 451  |

| 1856 | 1861 | 1866 | 1872 | 1876 | 1881 | 1886 | 1891 | 1896 |
| ---- | ---- | ---- | ---- | ---- | ---- | ---- | ---- | ---- |
| 467  | 336  | 280  | 265  | 259  | 265  | 250  | 225  | 207  |

| 1901 | 1906 | 1911 | 1921 | 1926 | 1931 | 1936 | 1946 | 1954 |
| ---- | ---- | ---- | ---- | ---- | ---- | ---- | ---- | ---- |
| 213  | 208  | 200  | 153  | 144  | 146  | 137  | 124  | 130  |

| 1962 | 1968 | 1975 | 1982 | 1990 | 1999 | 2006 | 2007 | 2012 |
| ---- | ---- | ---- | ---- | ---- | ---- | ---- | ---- | ---- |
| 138  | 130  | 121  | 110  | 104  | 93   | 100  | 101  | 100  |

| 2017 | 2022 | - | - | - | - | - | - | - |
| ---- | ---- | - | - | - | - | - | - | - |
| 110  | 103  | - | - | - | - | - | - | - |

## Économie
La commune fait partie des zones d'appellation d'origine contrôlée (AOC) du Madiran, du Pacherenc-du-vic-bilh et du Béarn.

## Culture locale et patrimoine

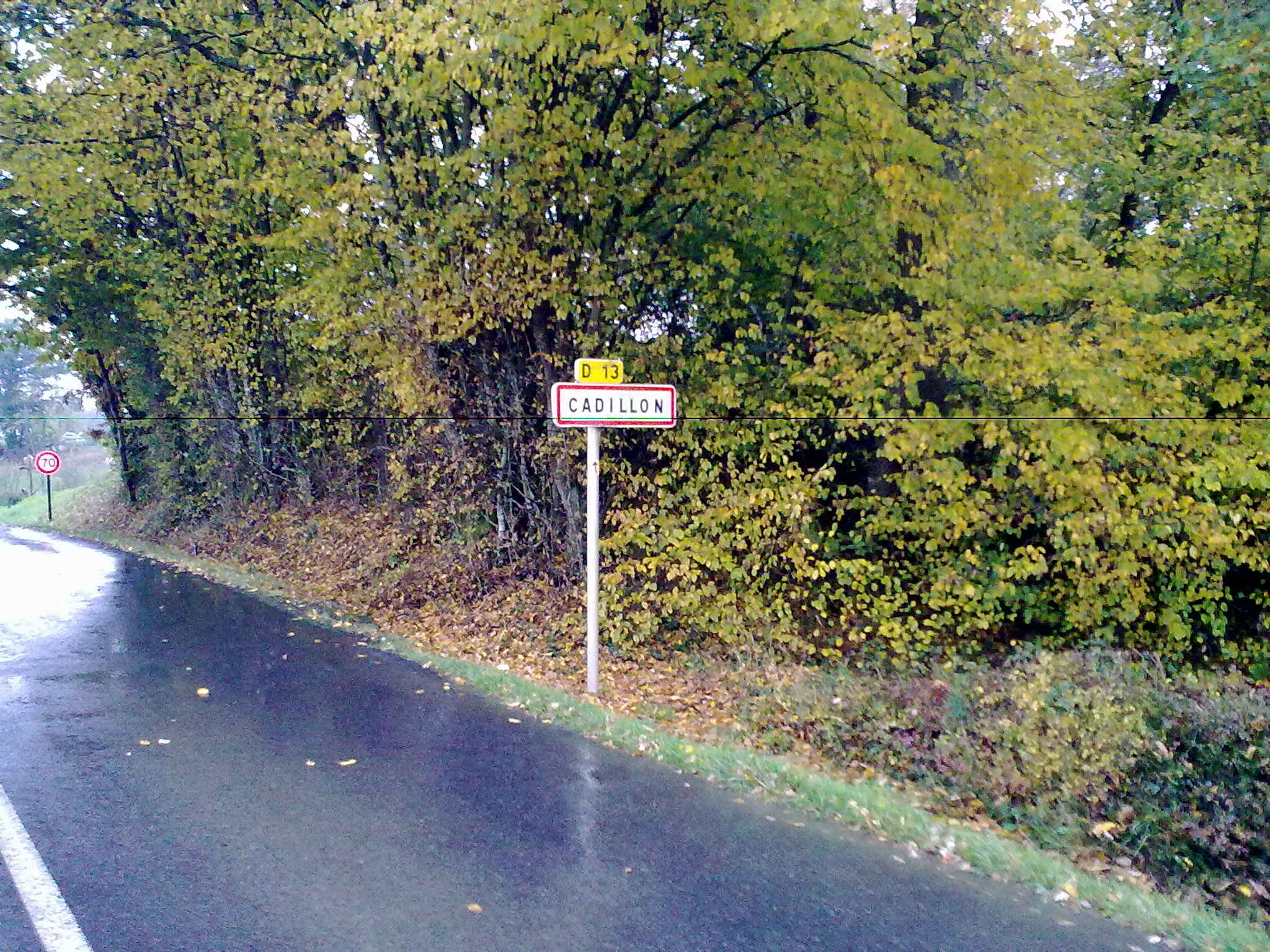
Entrée dans Cadillon.
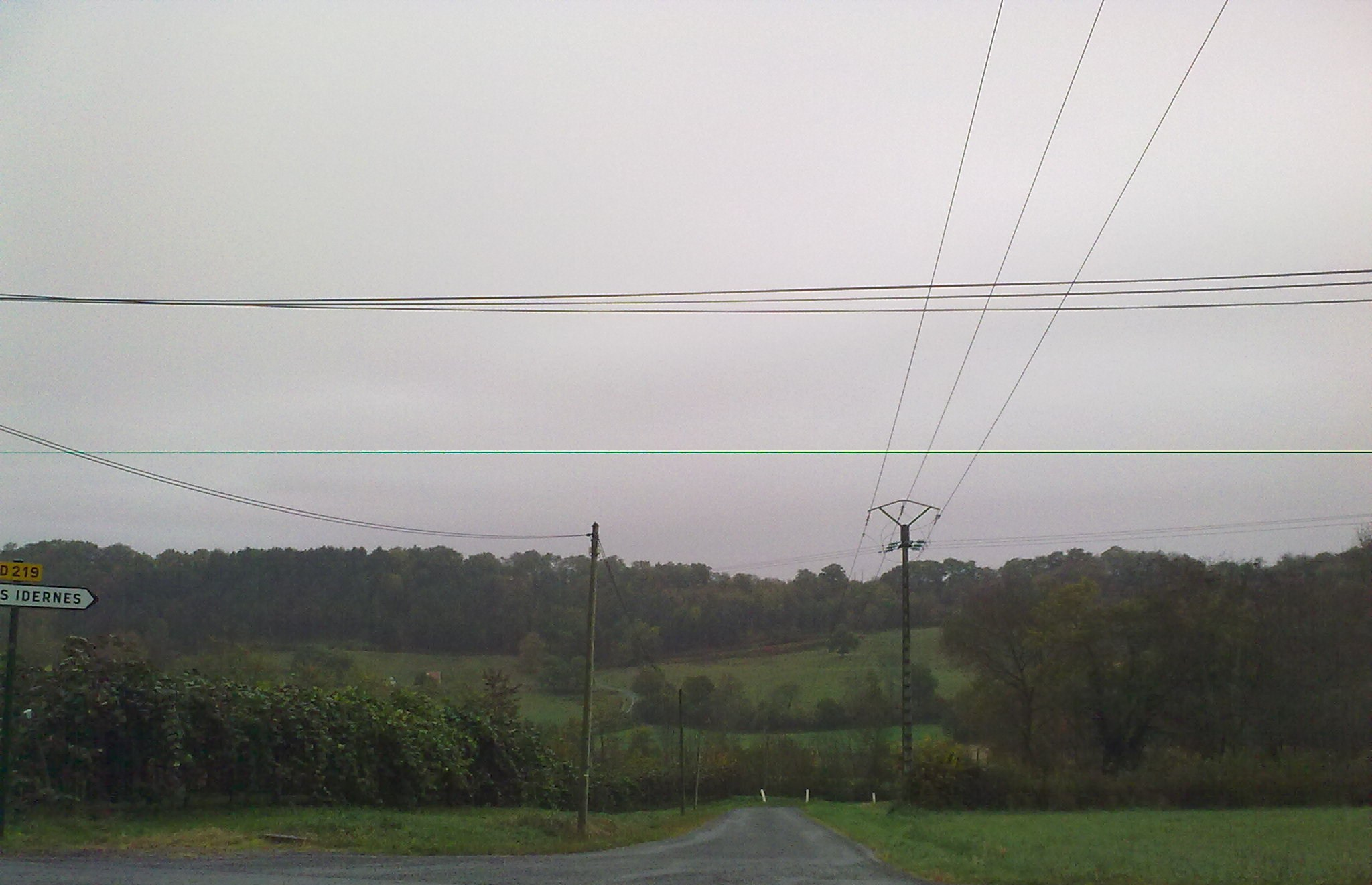
Paysage depuis Cadillon.

### Lieux et monuments

#### Église Saint-Martin

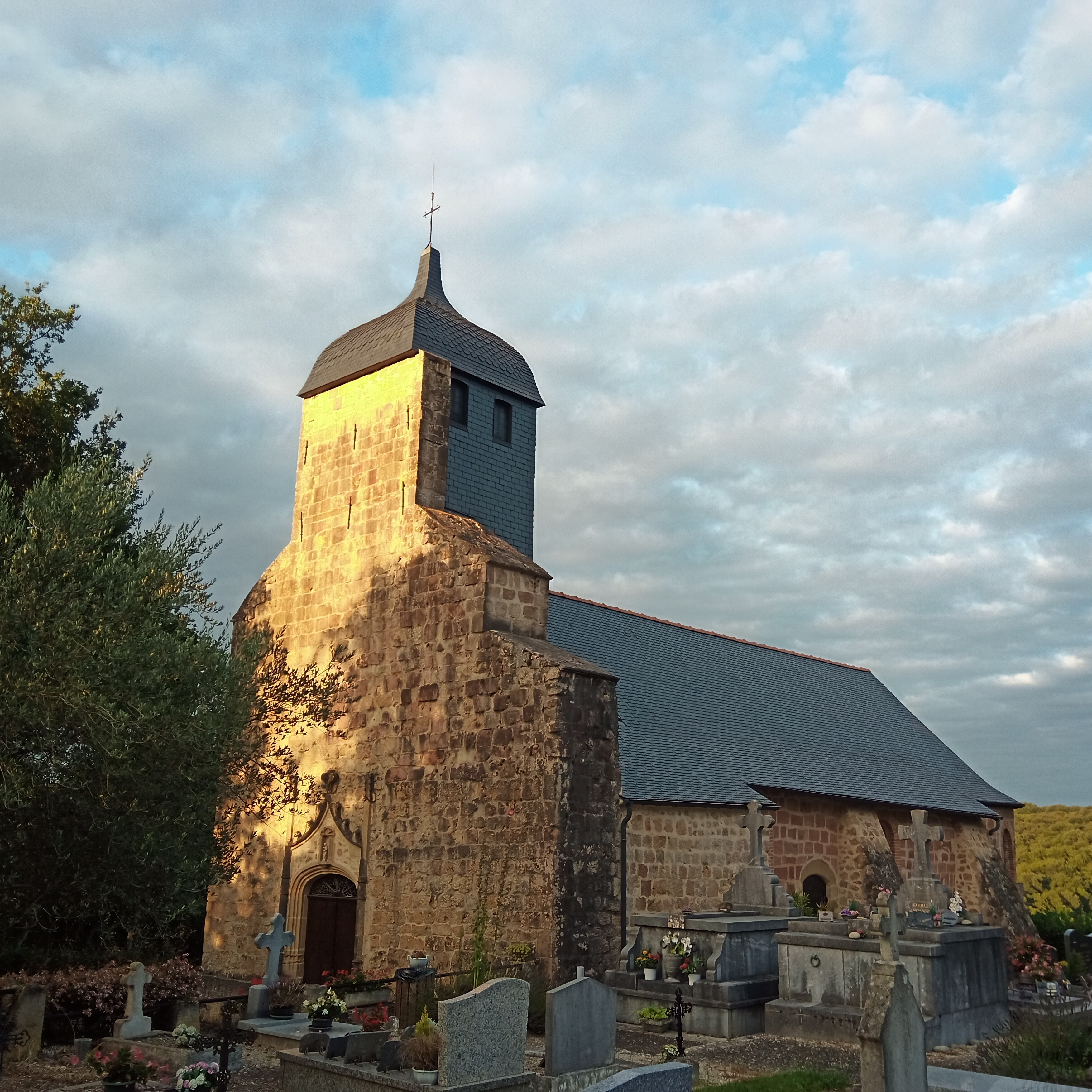
L'église Saint Martin de Cadillon, vue du cimetière.

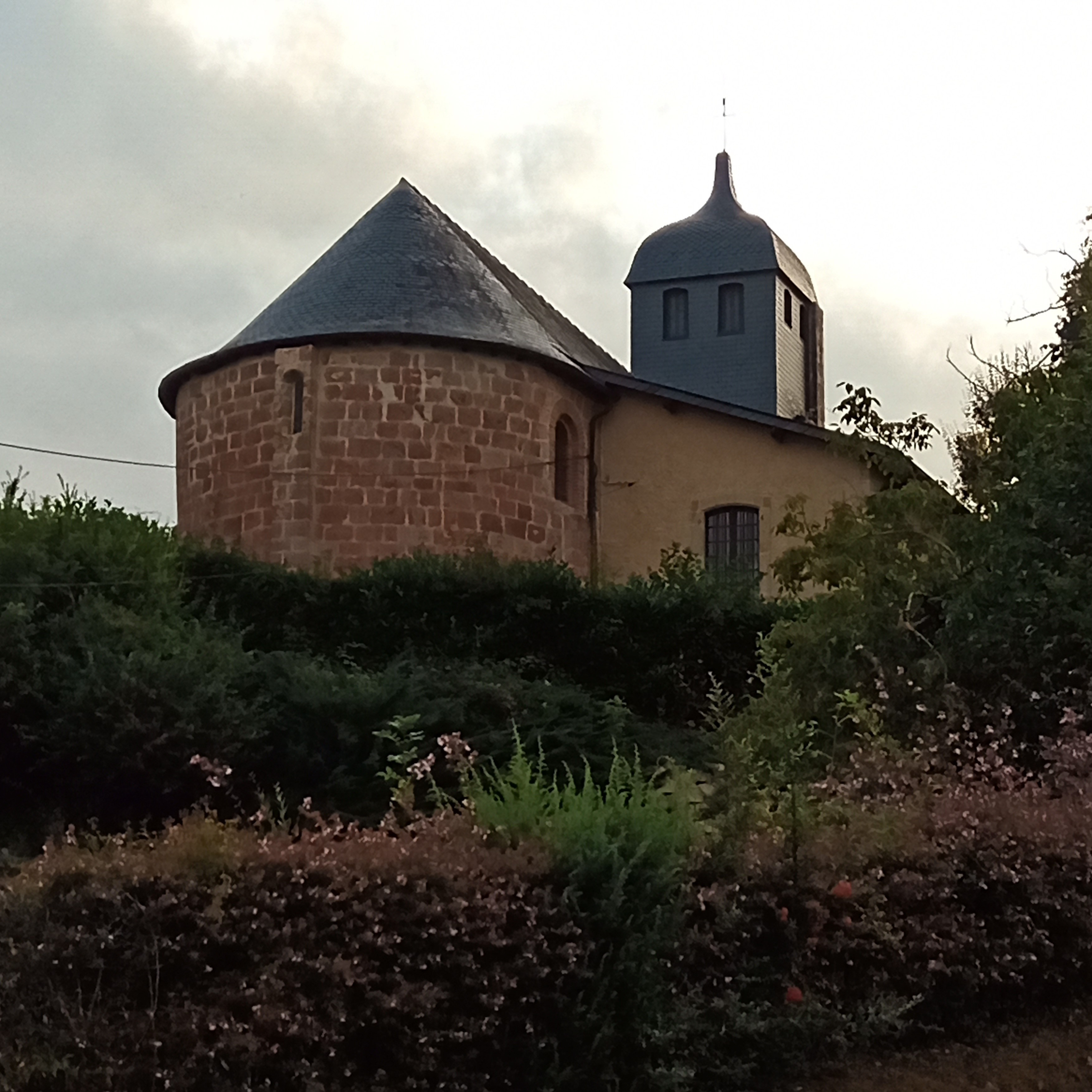
Eglise Saint Martin de Cadillon vue de l'abside

Le bâtiment de l'église paroissiale Saint-Martin date partiellement (fondations et gros-œuvre) du XIIe siècle.
Elle englobe une partie de l'édifice fortifié érigé sur le tertre qui la porte (l'ancien château). Le corps occidental de l'église serait ainsi la base d'une ancienne tour, dans laquelle aurait été percée la porte actuelle de l'église, au deuxième quart du XVIe siècle).
Elle est dédiée en 1620 à saint Martin. Il s'agit en principe de l'évêque saint Martin de Tours, mais il est fêté localement le 3e dimanche de septembre.
L'intérieur est remanié dans le courant du XIXe siècle. Il recèle du mobilier, des verrières, des statues et divers objets inscrits à l'inventaire général du patrimoine culturel, remontant pour la plupart à la fin du XVIIIe ou du XIXe siècle.

#### Vestiges historiques
Les vestiges de deux édifices fortifiés, datant du XIe ou du XIIe siècle, aux lieux-dits Côte de Cadillon et Le Pitet témoignent du passé ancien du village.
À la suite de la bataille de Cadillon, les Anglais creusèrent une tranchée dans le tertre de 5 à 6 m de haut qui se trouvait à la Côte de Cadillon ; ils y découvrirent un puits profond dont l'entrée "était encadrée de solides pièces de charpente bien ajustées".
Une stèle est édifiée au cimetière de Cadillon à la mémoire de Guillaume Jean Lyon, lieutenant du 14e régiment de dragons légers (britannique) (en), tombé lors de la bataille du 18 mars 1814. Il s'agit probablement de William John Lyon, dont le régiment appartenait à la Brigade de Sir Henry Fane (en), dirigée par le général Thomas Picton. La stèle a été édifiée par la mairie, à la demande et sur un financement de la famille Lyon.

### Héraldique
| Blason de Cadillon | Blason  | D'or fretté d'azur, à la fasce du même chargée d'un carpillon entre deux fleurs d'orchidées, le tout d'or. |
| Blason de Cadillon | Détails | L'écu fretté à la fasce est repris des armes de la famille de Lasserre, anciens seigneurs de Cadillon. La petite carpe, ou carpillon, fait écho au nom de la commune mais renvoie également au lac artificiel servant de réserve de pêche. Enfin, les orchidées sauvages qui fleurissent les coteaux du Vic-Bilh. Adopté en octobre 2021. |